# Chi sau
Chi sau là chi phía sau của động vật, đặc biệt là các động vật đi đứng bằng bốn chân. Khi nói về các động vật đi đứng bằng bốn chân, thuật ngữ chân sau thường được dùng thay thế.

## Vị trí
Chi sau thuộc phần chi của động vật. Chi sau xuất hiện ở nhiều động vật đi đứng bằng bốn chân. Dù là chi sau, nó có thể gây bệnh ở một số động vật. Cách đi trên chi sau được gọi là đi đứng bằng hai chân.

## Lợi ích
Chi sau hữu dụng trong nhiều trường hợp, dưới đây là ví dụ:

### Ếch
Ếch có thể dễ dàng thích nghi với môi trường xung quanh bằng cách sử dụng chi sau. Lý do chính là nó có thể nhảy cao để dễ dàng trốn thoát khỏi kẻ săn mồi và cũng để bắt con mồi của mình. Nó có thể thực hiện một số thủ thuật bằng cách sử dụng các chi sau. Ếch có 4 ngón ở chi trước trong khi chi sau có 5 nhón. Các ngón đều không có móng.

### Chim
Tất cả các loài thuộc nhóm chim chạy đều đi trên chi sau. Chúng có khả năng đào theo hai hướng ngược nhau bằng cách sử dụng chi sau. Chúng có thể dễ dàng tìm thấy thức ăn khiến chúng thích nghi với môi trường xung quanh. Loài chim nguyên thủy nhất có chân trước là Archaeopercx. Nó thích nghi với việc sử dụng chi trước nhưng không có khả năng bay đường dài, giải thích lý do tại sao loài bị tuyệt chủng. Đà điểu là loài chạy bằng hai chân nhanh nhất. Nó có thể chạy với vận tốc đạt đến 70 km/h.

### Chi Chuột nhảy hai chân
Khả năng di chuyển bằng hai chân của Chi Chuột nhảy hai chân được coi là một tác nhân để thích nghi. Chi Chuột nhảy hai chân là các loài nhảy xa và có thể nhảy xa đến 18 feet.
Với việc sử dụng chi sau, chúng có thể sống sót trước hệ sinh thái đầy thách thức. Chúng có thể dễ dàng tìm thấy thức ăn và sống sót sau những trở ngại trong môi trường. Một vài loài sử dụng chi sau để chiến đấu.

## Động vật hai chân đầu tiên
Động vật hai chân có xương sống đầu tiên là Bolosaurids, là một nhóm các loài bò sát thời tiền sử hiện không có họ hàng nào còn sống. Động vật hai chân đầu tiên là Eudibamus, là một loài nhỏ, chạy nhanh trong thời Kỷ Permi.